# Emil Hübner
Emil Hübner  (Düsseldorf, 7 de julho de 1834 – Berlim, 21 de fevereiro de 1901), epigrafísta, arqueólogo e historiador alemão.

## Biografia
Filho do pintor historicista Julius Hübner, após estudar na Universidade Humboldt de Berlim e na Universidade de Bonn, viajou extensamente pela Europa para levar a cabo pesquisas arqueológicas e epigráficas.
Comissionado pelo governo prussiano para a edição de vários volumes do Corpus Inscriptionum Latinarum, a partir de 1860 esteve longos períodos na Espanha e Portugal recopiando inscrições epigráficas. Participou ativamente na Espanha, em atividades da Real Academia da História e em projetos como a criação do Museu Arqueológico Nacional.
Em 1870 Hübner foi nomeado catedrático de Filologia Clássica na Universidade Humboldt de Berlim, cidade na qual faleceu.

## Obra
Entre a sua obra epigráfica destaca-se:
- Inscriptiones Hispaniae Latinae , 1869, Reimer, Berlin 1869; Nachdruck de Gruyter, Berlin 1974, ISBN 3-11-003187-6 (Corpus Inscriptionum Latinarum, 2).

Supplemento. 1892; Nachdruck 1962.
- Inscriptiones Hispaniae Christianae, 1871, 2 Bände. 1871–1900; Nachdruck Olms, Hildesheim 1975, ISBN 3-487-05483-3.
- Inscriptiones Britanniae Latinae, 1873, Reimer, Berlim 1873; Nachdruck 1996, ISBN 3-11-003194-9 (Corpus Inscriptionum Latinarum, 7).
- Inscriptiones Britanniae Christianae, 1876.
- La Arqueología de España, 1888.
- Monumenta linguae Ibericae, 1893.
- Exempla scripturae epigraphicae Latinae. A Caesaris dictatoris morte ad aetatem Justiniani. Berlin 1885; Nachdruck 1979, ISBN 3-11-004139-1 (Corpus Inscriptionum Latinarum, Actuarium).

Hübner também redigiu dois manuais:
- Grundriss zu Vorlesungen uber die römische Lileraturgeschichte, Weidmann, Berlin 1876; 2. Auflage Hertz, Berlin 1889; Nachdruck Olms, Hildesheim 1973, ISBN 3-487-04737-3.
- Bibliographie der classischen Altertumswissenschaft, (2nd ed., 1889).

Outras obras suas são:
- De senatus populique Romani actis, Teubner, Leipzig, 1859. (Tesis Doctoral).
- Notícias archeológicas de Portugal (Academia Real das Sciências, 1871).
- Romische Epigraphik, (2ª ed., 1892).
- Exempla Scripturae Epigraphicae Latinae, 1885.
- Römische Herrschaft in Westeuropa, 1890.